# Wilamówko (województwo warmińsko-mazurskie)
Wilamówko (niem. Klein Wilmsdorf) – osada w Polsce położona w województwie warmińsko-mazurskim, w powiecie ostródzkim, w gminie Małdyty. Miejscowość leży w historycznym regionie Prus Górnych.

## Historia

### Wczesna historia
W czasie eksploatacji żwiru koło Wilamówka w 1924 r. odkryto pochówek szkieletowy z okresu rzymskiego (około III w. n.e.). Zachowane z pochówkiem przedmioty, takie jak złoty naszyjnik, ostrogi z brązu, pozłacana kapsułka, pozwalają sądzić, że był to grób wojownika gockiego.
W pobliżu znajdowano także urny i pieniądze, m.in. arabskie monety z VII wieku. Znaleziska monet arabskich powszechnie uważane są za przejaw aktywności handlowej kupców związanych z nowym modelem gospodarki towarowo-pieniężnej, jaki pojawił się na początku w IX wieku w basenie Morza Bałtyckiego. Ten dopływ srebrnych monet można łączyć z działalnością emporium Truso.

### Do 1945

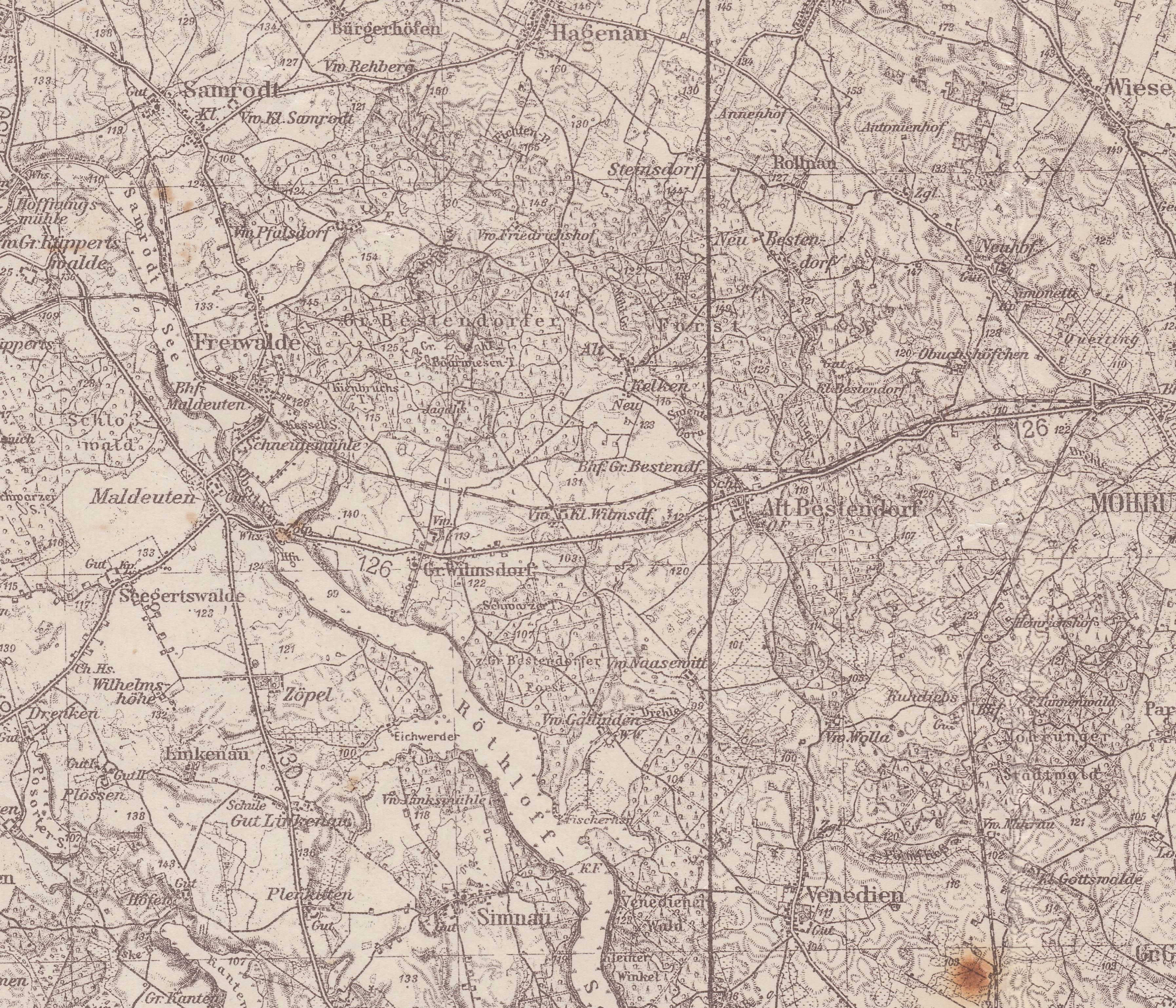
Fragment niemieckiej mapy z 1945 przedstawiający Wilamówko (Klein Wilmsdorf)

W 1785 wieś była folwarkiem z 6 dymami (domami) i należała do parafii w Wilamowie i urzędu głównego (niem. Haupt-Amt) w Przezmarku (niem. Preußisch Mark).
W 1820 we wsi było 5 dymów (domów) i 40 dusz (mieszkańców).
Przed 1945 rokiem dzieci z Wilamówka uczęszczały do dwuklasowej szkoły w Wilamowie .

### Po 1945
Wieś znalazła się w granicach Polski po zakończeniu II wojny światowej.
W listopadzie 1946 w majątku w Wilamówku osiedlono 35 rodzin z powiatu radzymińskiego.
W roku 1973 jako osada Wilamówko należało do powiatu morąskiego, gmina Małdyty, poczta Dobrocin.
W latach 1975–1998 miejscowość administracyjnie należała do województwa olsztyńskiego.

## Przyroda
Wieś otoczona jest z trzech stron Lasami Dobrocińskimi. Na zachód znajduje się jezioro Ruda Woda.